# 名なし草
『名なし草』は、1967年2月15日に ビクターより発売された橋幸夫の87枚目のシングル（SV-521）。

## 概要
- 作詞は川内康範、作・編曲は吉田正で、この組合わせでの橋の楽曲は数曲にとどまる。
- 初めて共演したのは昭和39年（デビューから4年後）で、『あゝ特別攻撃隊』（64年2月、SV-1）と明星の10月号付録『みんなの旗みんなの歌』の「人間みんなみな同じ」（シングルリスト非掲載曲）である。
- 川内康範の詞は、70年にリリースする『この世を花にするために』C/Wの『この道』など、どれもメッセージ性の強いのが特徴で、本楽曲は橋に提供した楽曲の中では、「人間みんなみな同じ」の系列も属する曲になっている。
- 共演のザ・フレッシュメンは、1965年に結成されたバンドで[2]、橋のステージでのバックを担当していた。橋は「ブルー・コメッツとかスパイダースとかのグループ・サウンズが出てきたので、対抗した」[2]と回想している。
- グループ・サウンズのブーム以前に、いち早くエレキサウンドを導入してリズム歌謡でブームを創出した橋だけに、対抗心も強く、「僕もグループ・サウンズをやりたいとわがままを言って、自分はボーカルを担当した」[3]とも述べている。
- しかし本楽曲では、ザ・フレッシュメンとの共演は十分生かされず、ビクターヒット賞は獲得しているものの、ランキングでは月間8位（「明星」44回）どまりに終わった。
- このため「やるなら徹底してやろう」ということになり、この後、知己のすぎやまこういちに楽曲（『思い出のカテリーナ』）制作を依頼することとなった[3]。
- c/wは「５人の仲間」で、同じく川内康範作詞、吉田正作曲でザ・フレッシュメンも共演している。
- ザ・フレッシュメンは橋の映画『恋と涙の太陽』にも出演している。

## 収録曲
1. 名なし草
作詞：川内康範、作・編曲：吉田正
2. ５人の仲間
作詞：佐伯孝夫、作・編曲：吉田正

## 収録アルバム
- 初期のLP盤でのアルバム収録はあるが、CDベスト盤での収録、CD-BOXへの収録はない。

## 共演
ザ・フレッシュメン